# Weichseldurchbruch
Der Weichseldurchbruch (polnisch Wisła Śmiała) ist ein 2,5 km langer Mündungsarm der Weichsel in die Danziger Bucht nahe der Stadt Danzig in Polen.
Der Weichseldurchbruch trennt die Inseln Wyspa Portowa im Westen und Wyspa Sobieszewska im Osten. Am östlichen Ufer befindet sich das Vogelparadies-Naturschutzgebiet (Rezerwat Ptasi Raj), westlich das Naturreservat Grüne Inseln (Zielone Wyspy). Am Nordende des Weichseldurchbruchs befinden sich die Weichselwerft und das Segelzentrum Narodowe Centrum Żeglarstwa.

## Geschichte
Der Arm entstand in der Nacht vom 1. zum 2. Februar 1840, als die schmale und niedrige Düne auf 300 Meter Länge dem Druck des Eisstaus nachgab und der Strom einen neuen Abfluss in die Ostsee fand. Das Dorf Neufähr wurde in zwei Teile geteilt: Östlich Neufähr (heute: Górki Wschodnie) und Westlich Neufähr (Górki Zachodnie). Der neue Ästuar wurde als Weichseldurchbruch bezeichnet. Wincenty Pol gab der Weichsel den Namen „Wisła Śmiała“ (übersetzt kühne Weichsel).

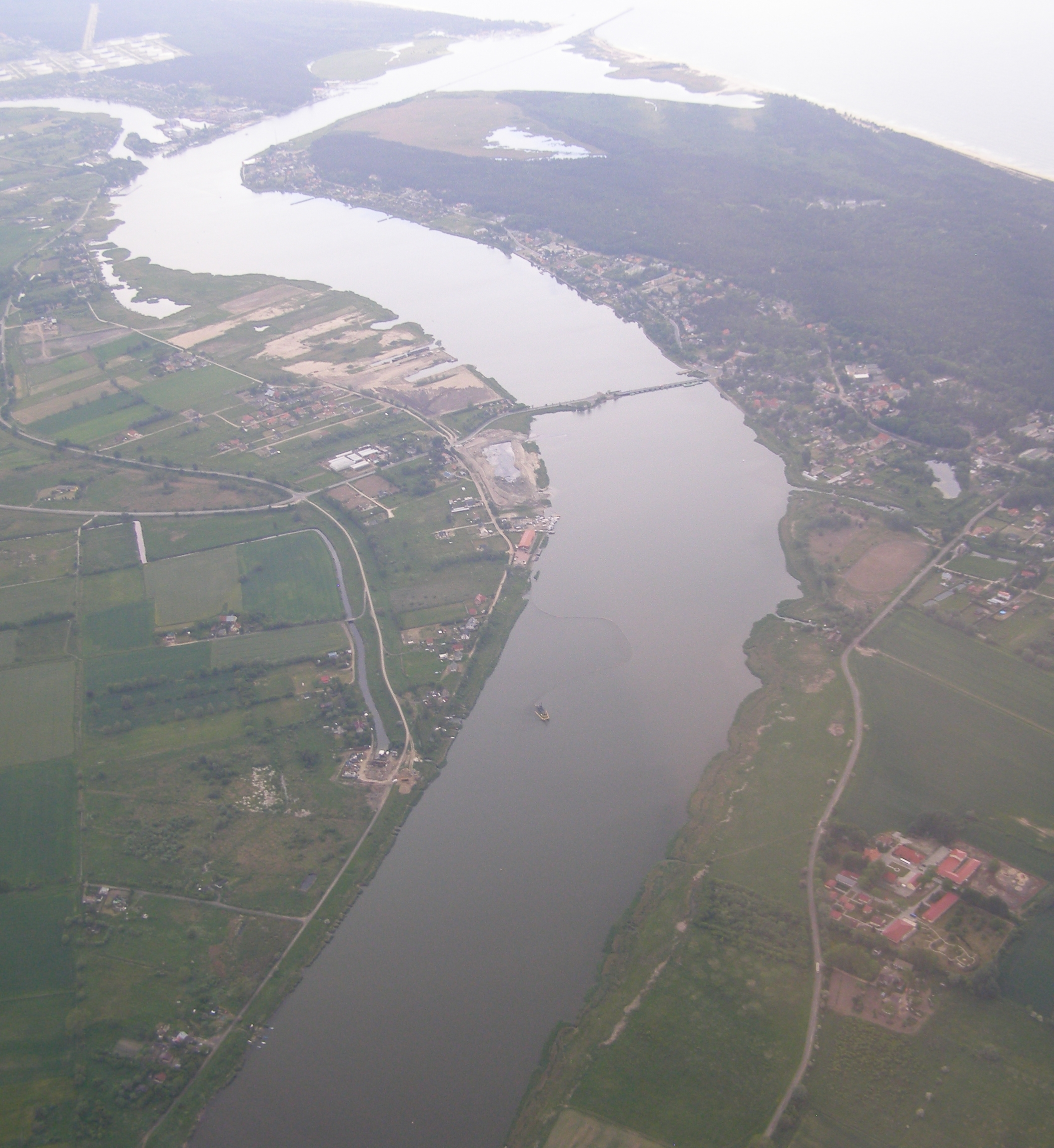
Der Weichseldurchbruch
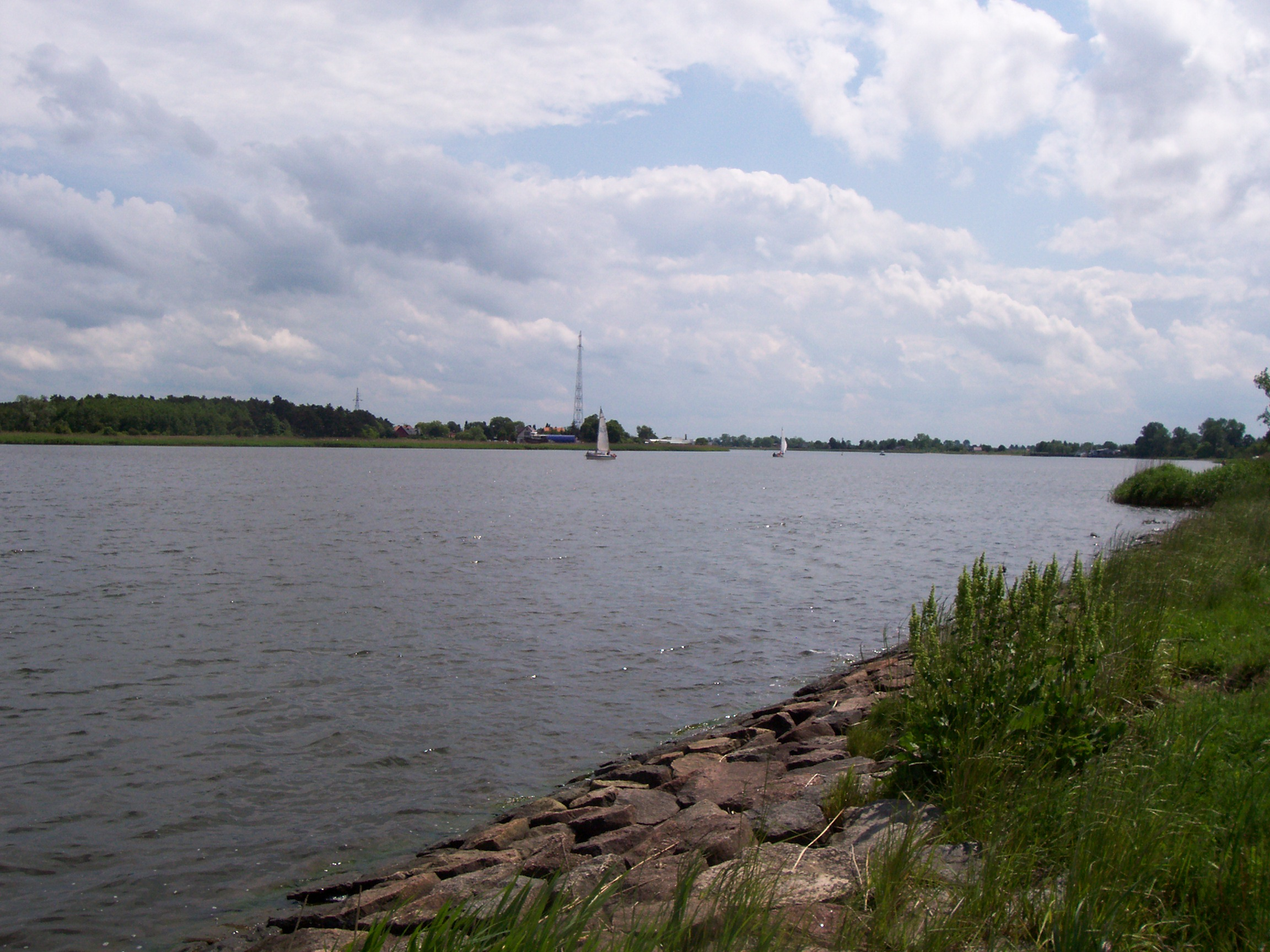
Blick von Östlich Neufähr auf die Weichsel
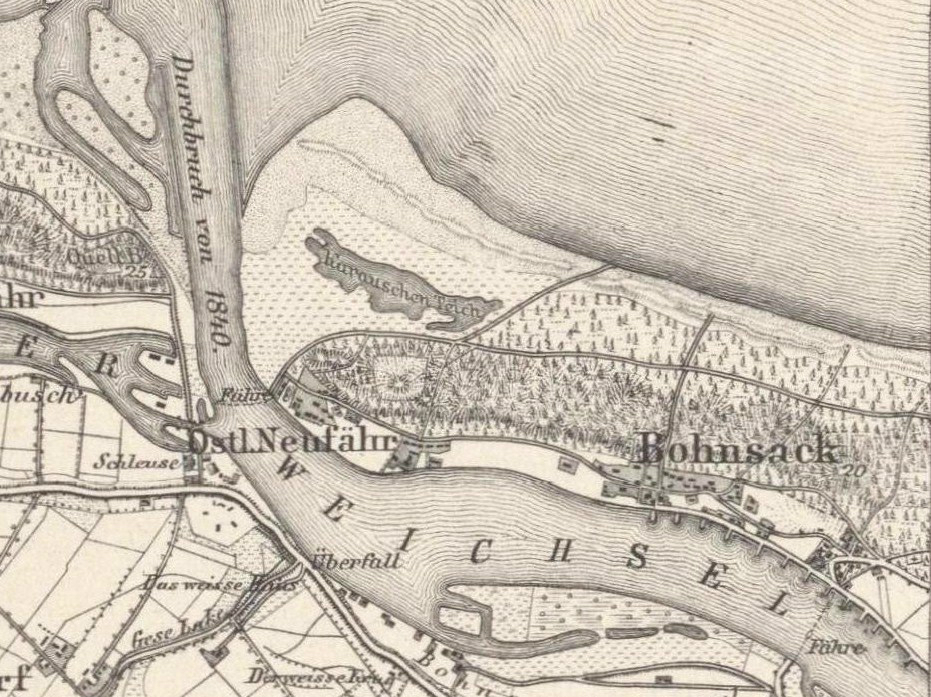
Weichseldurchbruch auf der Karte von 1901
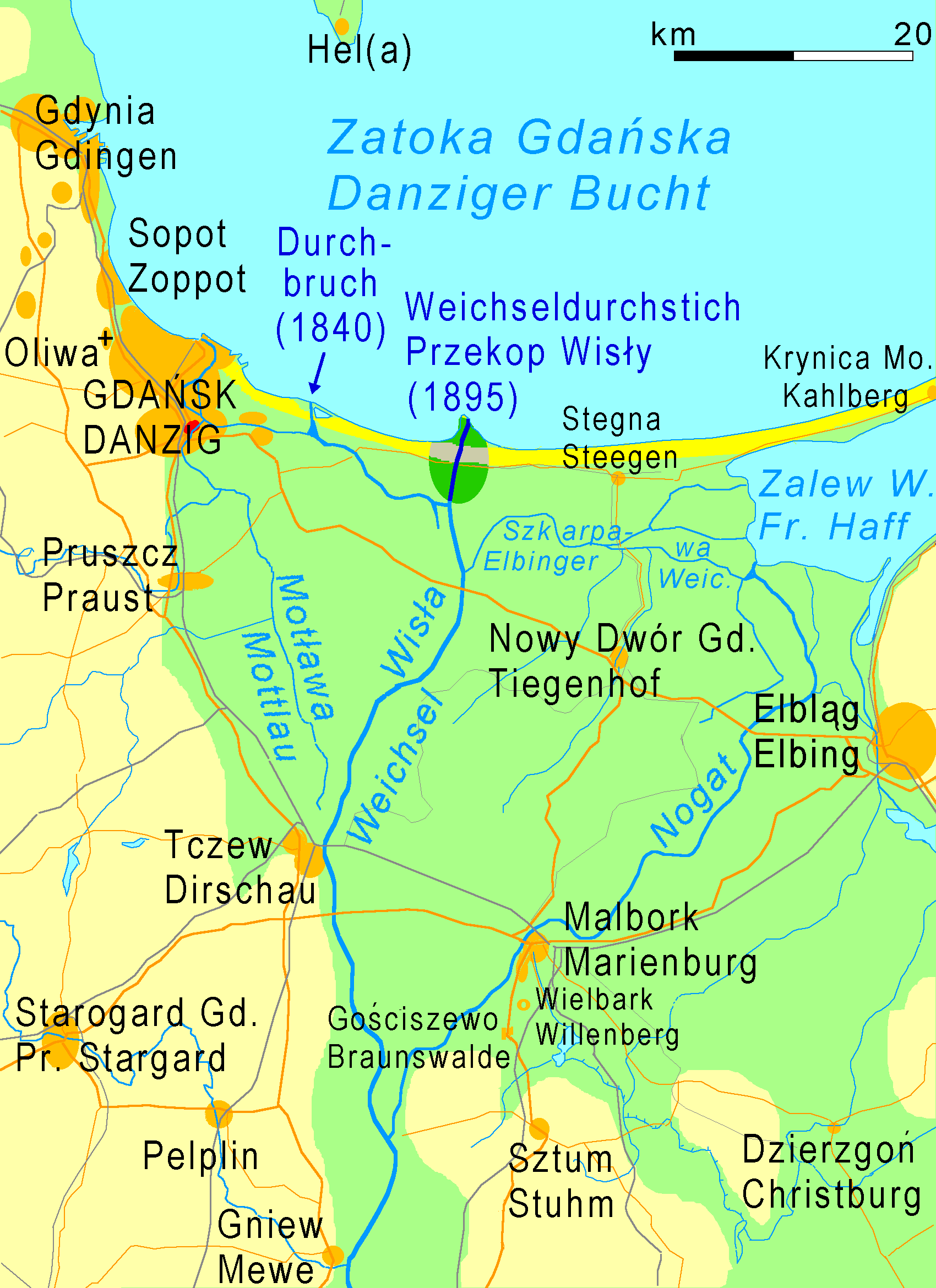